# آکندروپلازی
آکندروپلازی یا نارویایی کرکرانک یا غضروف نارویا (به انگلیسی: Achondroplasia) گونه‌ای اختلال ژنتیکی است و به عنوان یکی از علل اصلی بیماری کوتولگی به‌شمار می‌آید.
در این اختلال، ژن کدکننده پروتئین گیرنده فاکتور رشد فیبروبلاستی نوع ۳ (FGFR-3) یا گیرنده اف‌جی‌اف (FGF)، که در غضروف استخوان‌ها نقش دارد، جهش یافته است، که منجر به افزایش عملکرد این پروتئین می‌شود.
افراد دچار این اختلال بازوها و پاهای کوتاهی دارند و در سن بلوغ قد مردان از ۱٫۳۱ متر و در زنان از ۱٫۲۳ متر بیشتر نمی‌شود. توانایی ذهنی این افراد معمولی است. در حدود ۸۰٪ موارد این در مراحل اولیه به عنوان یک جهش جدید رخ می‌دهد. در موارد دیگر، از یکی از والدین خود به صورت چیرگی به ارث برده می‌شود. افرادی که دارای دو ژن معیوب هستند، به‌طور معمول نمی‌توانند زنده بمانند. سن بالای پدر از عوامل مهم آن است. در حالت هموزیگوت (خالص) کشنده و در حالت هتروزیگوت (ناخالص) به عنوان آلل غالب مستقیماً بر فنوتیپ اثر دارد.

## نشانه‌ها
کوتولگی و همچنین برجستگی پیشانی، تنگی مجرای نخاع، سربزرگ، براکی داکتیلی